# Balatonendréd
Balatonendréd è un comune dell'Ungheria di 1.403 abitanti situata nella contea di Somogy, nell'Ungheria centro-occidentale.